# Bruggerberg
Der Bruggerberg ist ein 516 m ü. M. hoher Berg des Jura im Schweizer Kanton Aargau. Seinen Namen hat er von der Stadt Brugg, die südlich des Berges an der Aare liegt.
Der Bruggerberg erstreckt sich vom Brugger Stadtteil Umiken im Südwesten bis zum Rüfenacher Ortsteil Rein im Nordosten. Der östlichste Abschnitt heisst Reinerberg. 
Im Westen des Bruggerbergs liegt die Gemeinde Riniken, im Norden die Gemeinde Rüfenach und am Südosthang der Brugger Stadtteil Lauffohr. Im Süden und Osten wird er vom Aaretal begrenzt. Dem Nordwestfuss des Bergs entlang fliesst der Reinerbach, der bei Riniken entspringt und bei Villigen in die Aare mündet.
Der Berg ist bewaldet und weist an der Südostseite schroffe Felswände auf, an denen auch Höhlen zu finden sind. Zwei Aussichtspunkte tragen die Namen Alpenzeiger und Wasserschlossblick.
Vom Geissberg her sind Gämsen zugewandert.